# Phaonia guizhouensis
Phaonia guizhouensis este o specie de muște din genul Phaonia, familia Muscidae, descrisă de Wei în anul 1991.
Este endemică în Guizhou. Conform Catalogue of Life specia Phaonia guizhouensis nu are subspecii cunoscute.